# Неполная занятость
Непо́лный рабо́чий день — форма занятости, при которой длительность рабочего времени работника меньше, чем установлено работодателем. Обычно к таким работникам причисляют тех, кто работает менее 6-15 часов в неделю,чаще всего это 4 рабочих часа. Согласно данным Международной Организации Труда за последние 20 лет[когда?] число работников с неполным рабочим днём увеличилось с 1/4 до половины в большинстве развитых стран, за исключением Соединённых Штатов. Есть много причин распространения такой формы занятости, например, личные убеждения работника, сокращение  времени работодателем или неспособность найти работу на полный рабочий день. Согласно Конвенции о работе на условиях неполного рабочего времени, рабочие с неполным рабочим днём имеют те же трудовые права, что и рабочие с полным рабочим днём.